# Журавнівська ратуша
Жура́внівська ра́туша — колишнє приміщення магістрату смт Журавно, що у Жидачівському районі Львівської області. 
Ратуша побудована на початку XX ст. Розташована в центрі Журавного — посередині площі С. Бандери. Ратуша квадратна у плані, триповерхова, з просторим горищем і плоским дахом. Споруда по периметру має одноповерхові прибудови, а з тильного боку — оригінальне підтіння з колонами. До ратуші прибудована невисока і масивна, майже квадратна у плані ратушна вежа. Вона зміцнена двома контрфорсами і має три поверхи. На вежі (на рівні четвертого поверху) колись був годинник з трьома циферблатами, діаметром бл. 1 м. 
На фасадах ратуші й вежі майже немає елементів декору, тому вся будівля виглядає масивною і нагадує невеликий замок або храм оборонного типу. Строгість споруди дещо пом'якшують вікна ратушної вежі. Так над трьома вікнами третього поверху (над головним входом) є три сліпі вікна готичного типу, на рівні четвертого поверху (в отворах для циферблатів годинника) зроблені округлі вікна типу «троянда», а над ними — по два «віялові» вікна. Усі ці вікна разом з контрфорсами надають ратушній вежі рис готики. 
Нині в ратуші міститься «Народний дім» та кілька крамниць.

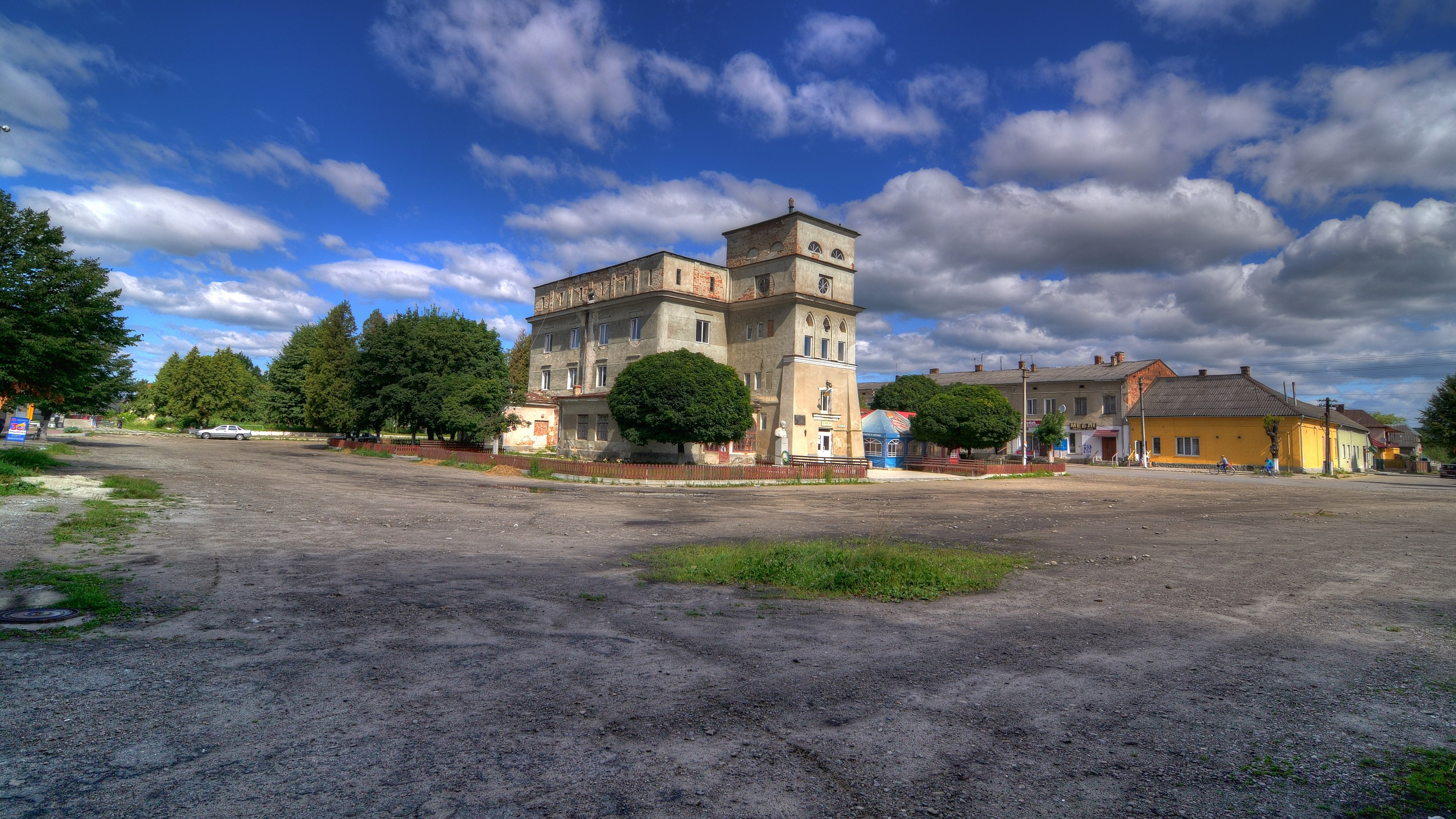
Площа Бандери